# 韋爾登 (伊利諾伊州)
韋爾登（英語：Weldon）是位於美國伊利諾伊州德威特縣的一個村落。

## 地理
韋爾登的座標為40°07′14″N 88°45′02″W / 40.12056°N 88.75056°W，而該地最高點為海拔高度218米（即715英尺）。

## 人口
根據2010年美國人口普查的數據，韋爾登的面積為0.70平方千米，當中陸地面積為0.70平方千米，而水域面積為0.00平方千米。當地共有人口429人，而人口密度為每平方千米612人。